# Harmonica
Kèn Harmonica, còn gọi với từ Hán Việt là khẩu cầm (tiếng Trung: 口琴; bính âm: Kǒuqín), kèn Harp... là một nhạc cụ bộ hơi sử dụng trên toàn thế giới trong nhiều thể loại âm nhạc, đặc biệt là trong nhạc Blues,Pop, Folk,country, Jazz, và nhạc Rock n Roll. Nhiều người còn ví harmonica như "một chiếc đàn piano bỏ túi".
Hiện nay, có 3 loại harmonica chính được sử dụng phổ biến đó là: Diatonic Harmonica, Tremolo Harmonica và Chromatic Harmonica. Ngoài ra, còn có các biến thể và mở rộng của nó là Mini Harmonica, Soprano, Chord, Bass, Altor...

## Cấu tạo Harmonica

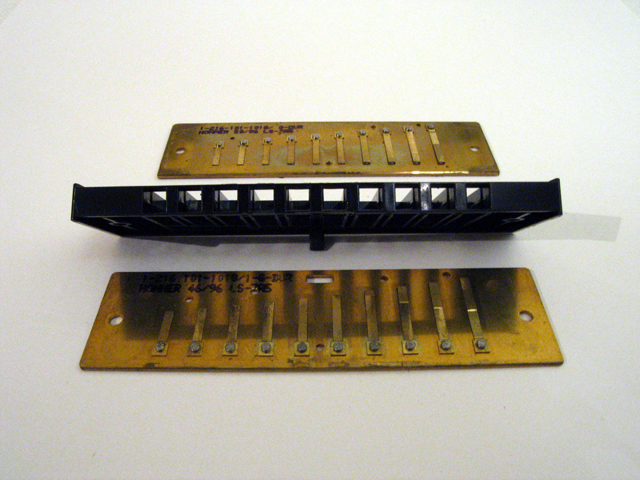
Comb và 2 Reedplates

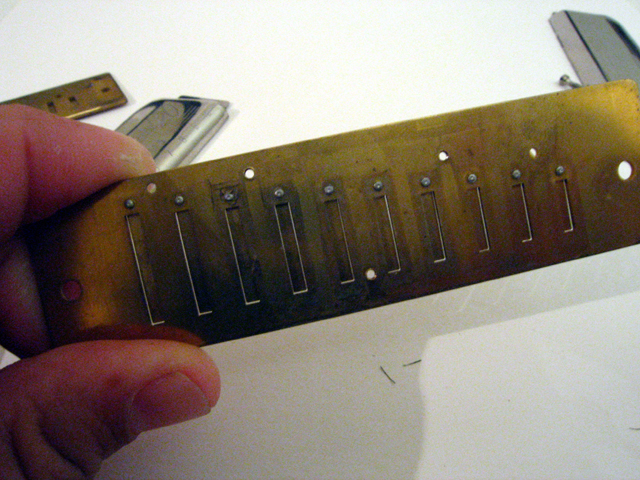
Reedplate - ruột kèn

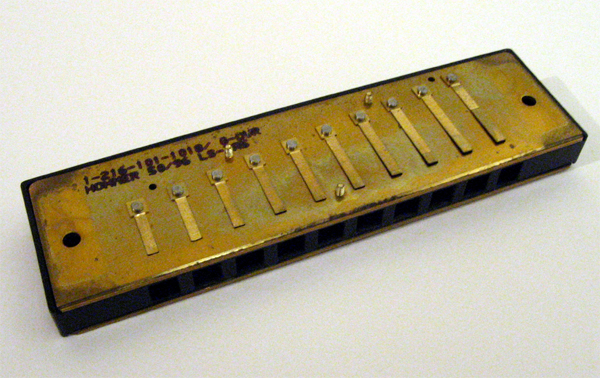
một comb liền khối với reedplate

Tùy những dòng kèn khác nhau và cấu tạo của chúng cũng khác nhau, nhưng các thành phần cơ bản cho mọi dòng kèn Harmonica là Comb (thân kèn, lược kèn), Reed plate (ruột kèn) và Cover plate (2 nắp trên cùng ở 2 mặt trên dưới của kèn).

### Comb
Comb hay thân kèn, lược kèn  là phần thân của cây kèn. Vai trò của comb là khung kết nối 2 thanh reedplates (ruột kèn) ở bên trên và dưới. Vai trò của comb là một hệ thống chặn hơi và làm kín hơi, khi mà ở đó một số vị trí cố định nằm ở comb và reedplates được liên kết với nhau bằng ốc vít hoặc đinh tán để đảm bảo sự liên kết chắc chắn của 2 bộ phận.
Chất liệu của comb cũng đa dạng, ban đầu khi vật liệu từ nhựa chưa được chế tác phổ thông, thì comb chủ yếu làm bằng gỗ (gỗ thông, gỗ lê, gỗ đào..). Cho tới khi các vật liệu khác phổ biến hơn thì comb có thể làm từ nhựa ABS, tới thủy tinh nhựa dẻo nghiền nhỏ (Plexiglass - vật liệu chuyên dùng làm cửa sổ máy bay) như một số dòng kèn cao cấp Chromatic của hãng Hohner, tới vàng hoặc titan... nhưng phổ thông nhất vẫn là nhựa ABS và gỗ.
Công nghệ chế tác comb vô cùng tỉ mỉ và quan trọng vì comb được chế tác không tốt sẽ ảnh hưởng trực tiếp tới âm thanh của kèn, hoặc bị thoát hơi làm tốn hơi khi sử dụng, cũng như các hiệu ứng của cây kèn (các kĩ thuật bend, ngân, wah wah..).
Comb mỗi dòng kèn cũng khác nhau và của dòng kèn Chromatic là phức tạp nhất vì nó còn liên kết thêm nhiều bộ phận mở rộng như mouthpiece, slide..
Hiện comb của kèn có 2 thiết kế phổ thông là comb kín (comb liền khối) và comb hở (comb không liền khối).
- comb kín: là các comb mà ở đó mọi chi tiết của kèn đều thiết kế liền với các reedplates, thiết kế này cực kì phức tạp và yêu cầu chi tiết chính xác cao, 2 thành phần comb và reedplate kết nối liền nhau và thường các reedplate đặt vừa khít nằm trong hoàn toàn comb, tạo ra độ kín hơi hoàn hảo. Nhưng công nghệ này thường chỉ được các hãng kèn lớn đầu tư, các hãng kèn Trung Quốc không có tập trung nhiều về công nghệ này mà họ tập trung vào comb hở (comb không liền khối) để giảm tối đa chi phí đầu vào của các chi tiết kèn. Thường thiết kế của cover (nắp của kèn) sẽ liền theo với comb và reedplate tạo thành một khối kín thống nhất.
- comb hở: là các comb mà ở đó  phần comb và reedplate không dính liền nhau mà sẽ được gia công riêng biệt, các thanh reedplate rời và đặt thẳng lên mặt trên của comb, giống như kê thêm 1 miếng gỗ nằm hẳn trên mặt bàn vậy. Có thể thấy hẳn 1 phần reedplate nằm ngay trên comb.

### Reed plate
Reedplate hay là ruột kèn, là chi tiết quan trọng tương tự như comb. Một thanh Reedplate là một miếng kim loại hình chữ nhật thường chứa các reed (lá kim loại) đóng vai trò là các bộ phận tạo ra âm thanh.
Các lá kim loại sẽ được cân chỉnh sẵn theo 1 tỉ lệ dài ngắn khác nhau (các lá dài thì tiếng sẽ trầm và các lá tạo ra âm càng cao thì càng ngắn). Mọi reed có xu hướng chếch xuống cao hơn khe của nó 1 khoảng cách để khi một luồng hơi thổi hoặc hút vào nó sẽ bị kéo sát về vị trí khe cân bằng, cộng hưởng và tạo ra âm thanh.
Thanh reedplates có thể làm từ nhiều dạng kim loại miếng như Đồng, Thép, Crom... Trong khi Reed thì thường ưu tiên được làm bằng đồng vì tính chất đàn hồi tốt của nó. Ngoài ra để tăng độ bền các hãng sản xuất thêm các chất liệu như thép, đồng pha phosphor.
Bản thương mại và cải tiến của 1 reedplates hoàn toàn bằng nhựa  được thiết kế bởi Finn Magnus năm 1950. Thời điểm đó Magnus thiết kế reed, reedplates và comb tạo bởi plastic và cải tiến nó nhưng cộng đồng đánh giá không cao vì độ đàn hồi của nhựa và âm sắc tạo ra từ nó quá kém nên thiết kế này sớm đi vào quên lãng.
Reed được gắn với reedplates qua đinh tán hoặc  một số dòng kèn thì hàn điện để cố định được 2 bộ phận với nhau.

### Cover plates
Cover plates hay còn gọi là nắp của kèn được thiết kế theo 1 cặp 2 nắp ở 2 đầu trên và dưới của kèn tương ứng bảo vệ cho reedplates. Khác với các chất liệu làm ra reedplates và comb ở trên, chất liệu từ kim loại vẫn được ưu tiên triệt để hơn ở phần cover, vì các cover từ kim loại có tính chất tạo vang, âm sắc rõ hơn các chất liệu khác. Cũng có một số dòng kèn thiết kế từ nhựa, hoặc gỗ (thường là các bản customize của người chơi tự tạo ra) được bày bán nhưng quan điểm và thị hiếu chung của cộng đồng người chơi và nhà sản xuất đều ưu tiên tới chất liệu kim loại. Các thiết kế từ cuối thế kỉ 19 và tới thế kỉ 21 này vẫn giữ được quan điểm về chất liệu của cover..
Phần cover là phần trực tiếp ảnh hưởng tới trải nghiệm của người sử dụng khi nó là thành phần tiếp xúc trực tiếp tới môi và miệng của người thổi. Các kim loại tốt sẽ làm hạn chế tối đa sự ma sát khi người sử dụng ngậm di chuyển.

### Windsavers
Windsavers hay có tên gọi là van tiết kiệm hơi, là một bộ phận cực kì quan trọng trong kèn chromatic. Vì kèn chromatic xếp diện tích từng reed gần nhau hơn các kèn khác, thường là 64 note (tức gấp 2-3 lần note các dòng kèn khác) để đảm bảo được qua slide (cần gạt) có thể chuyển các note theo quy luật chromatic nhanh hơn. Chính vì thiết kế của nó thêm các thành tố như slide, mouthpiece nên comb sẽ được chia thêm 1 tầng nữa, đồng nghĩa với việc các lỗ thoát hơi của kèn nhiều hơn, khi hút hoặc thổi luồng hơi sẽ bị thoát ra ngoài nhiều hơn.
Thiết kế của windsaver thường là những lá bằng teflon dán đè lên trên các reedplate ở ngay phần đóng đinh của reed với reedplate, nhưng không chặn quy chế hút thổi của nó. Mỗi khi người sử dụng thổi hoặc hút, quy chế vật lý làm windsaver ở các lỗ đối diện sẽ giữ chặt lại làm kín hơi hoàn toàn, đồng nghĩa với người sử dụng tiết kiệm đc khá nhiều hơi thở bị thoát vô ích ra bên ngoài.

### Mouthpiece
Mouthpiece là một bộ phận đặc biệt chỉ có ở chromatic, mà nó đóng vai trò tạo kín hơi giữa các thiết kế bên trong với slide (cần gạt chỉnh luồng hơi) với phần ngậm bên ngoài. Mouthpiece có thiết kế liên kết gắn với comb qua các ren bắt vít hoặc liền khối như một số dòng chromatic cải tiến (như CX 12 của Hohner).

### Các phụ kiện  Harmonica

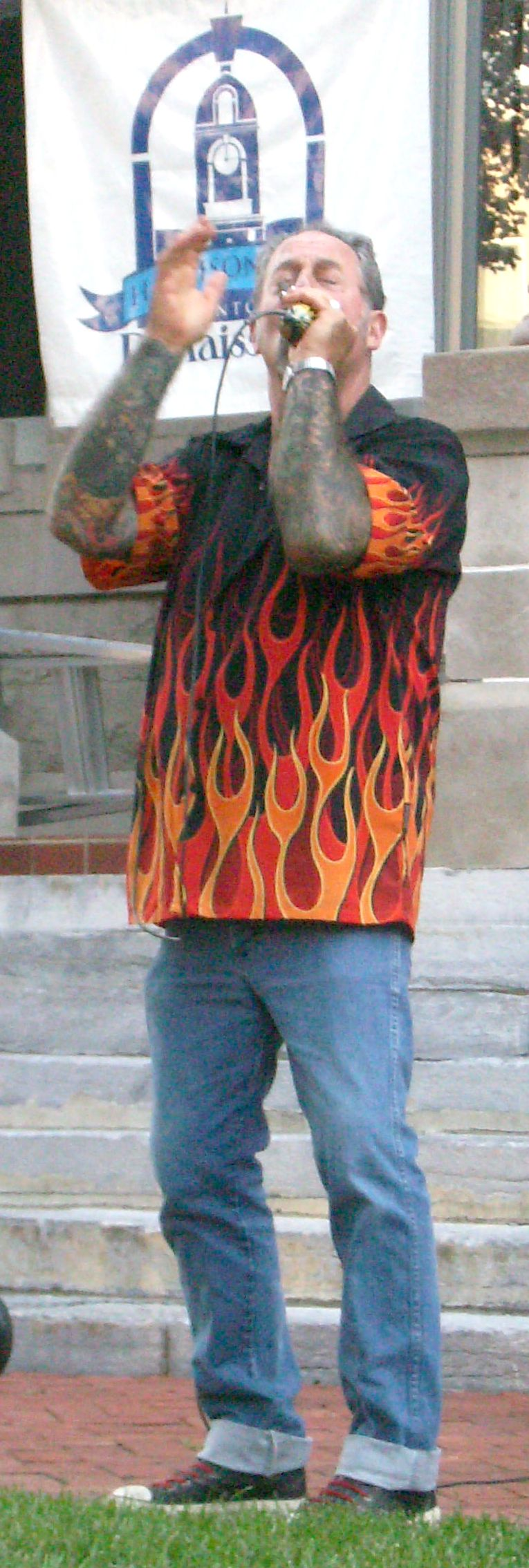
Mark Wenner đang trình diễn Harmonica Blue bằng "Bullet"

#### Thiết bị biến đổi  âm (ampli)
Kể từ những năm 1950, nhiều người chơi diatonic blues đã khuếch đại tiếng kèn  của họ bằng micro và bộ khuếch đại tự nhiên bằng cách dùng các kĩ năng bằng tay như wah wah, hay chính tay của họ cũng là một dạng khuếch đại.
Nhiều người khác lại nhận ra rằng sử dụng các công cụ hỗ trợ như ly cốc, các hộp nhựa bịt kín, hay gần nhất là 1 sản phẩm thương mại như Harp Wah thiết kế bởi Roly Platt cho ra các chất âm rất đặc trưng. Nhưng các sản phẩm hay phương pháp này chỉ tạo ra tiếng vang phần nào ở không gian hẹp.
Một số người nhận ra có thể biến tiếng Harmonica tự nhiên thành các âm như nhạc cụ điện như guitar điện, violin điện.. Một trong những người đầu tiên sử dụng phương pháp này  là Marion "Little Walter" Jacobs, người đã chơi kèn  bằng  micro "Bullet" được bán từ các nhân viên ở đài phát thanh. Cách chơi này giúp  cho tiếng Harmonica của anh có âm thanh biến đổi âm như   một cây guitar điện. Đồng thời, ampli tạo ra những dải tần số âm có thể biến đổi theo ý muốn của người sử dụng để cho ra những âm thanh theo tỉ lệ trộn của Treb, Bass, Echo. Walter khi sử dụng cách chơi này thường khum vòm cả 2 tay và bịt kín âm thanh tạo ra như  một chiếc saxophone, do đó Walter có đưa ra thuật ngữ "saxophone Mississippi".
Một số người chơi kèn Harmonica phổ thông khi đó  sử dụng mic Shure SM 58 và micro này được ví như sinh ra là để dành cho Harmonica, mang lại âm thanh mộc, tự nhiên. Thế nhưng thật sự người chơi Blue ở phương tây vẫn ưa thích các âm sắc tạo ra từ micro biến tiếng kèn của họ thành các tiếng nhạc cụ điện. Kể cả khi công nghệ  âm thanh  đã phát triển, người chơi kèn Harmonica cũng có nhiều lựa chọn hơn về các phụ kiện biểu diễn thu âm của họ nhưng cách chơi blue của nhiều nghệ sĩ vẫn lựa chọn các sản phẩm tạo âm như  guitar điện: Kalamazoo Model Two, Fender Bassman và Danelectro Commando.

#### Rack or holder

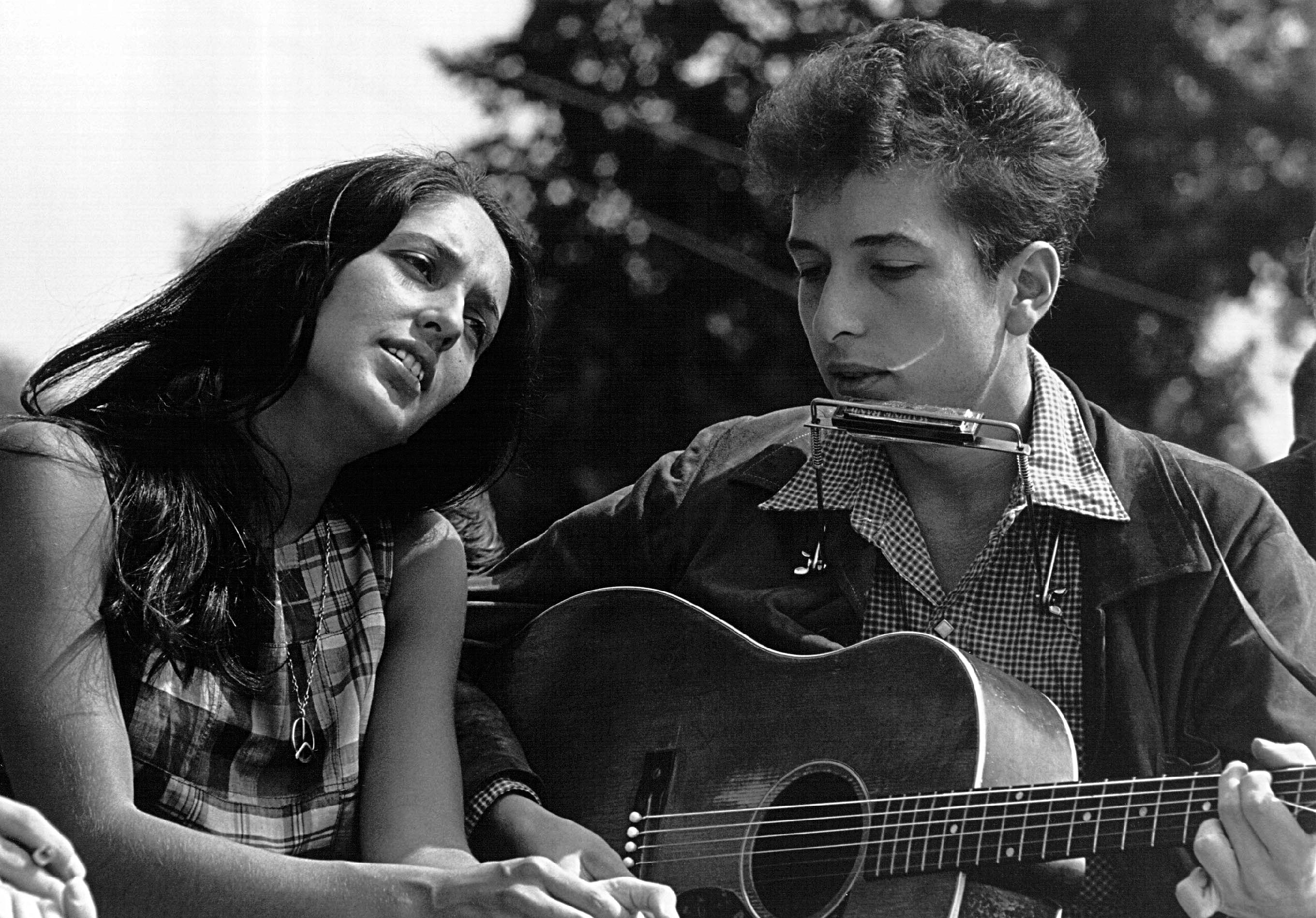
Joan Baez và Bob Dylan, 1963. Dylan đang sử dụng Holder Harmonica

Rack hoặc holder là các giá đỡ hay kẹp cố định kèn để người chơi có thể kết hợp trình diễn harmonica với các nhạc cụ khác sử dụng tay như piano, trống cajon, guitar..
Các giá đỡ này có chức năng kẹp kèn và sẽ đeo lên cổ người thổi để cố định vị trí cho người thổi.

#### Silencer or Mutes
Là các phụ kiện hỗ trợ làm giảm âm lượng kèn về tối đa 20%. Dành cho những người có nhu cầu tập thổi mà không muốn làm phiền người xung quanh, hay không gian hẹp. 

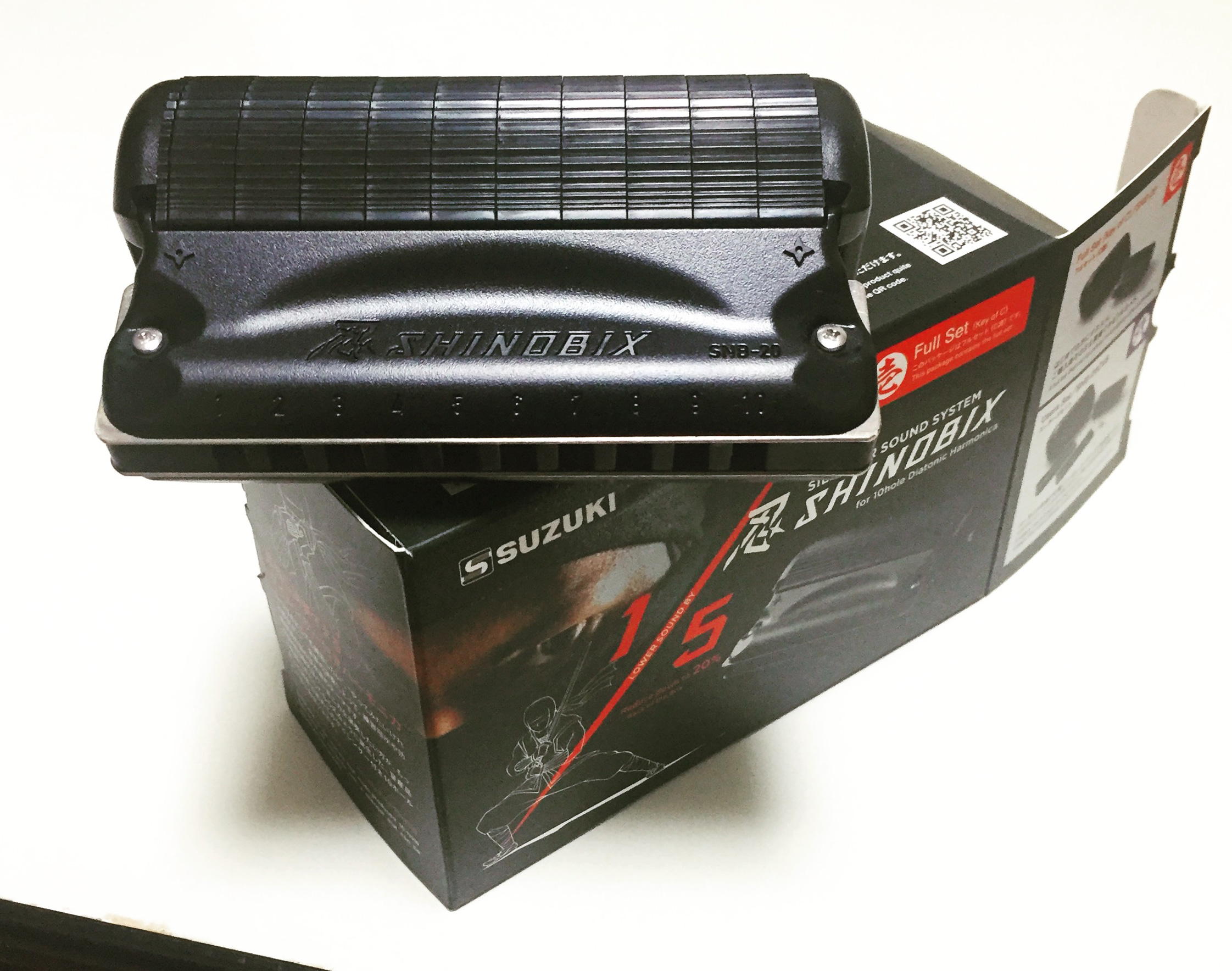
Harmonica và  silencer, Suzuki SHINOBIX
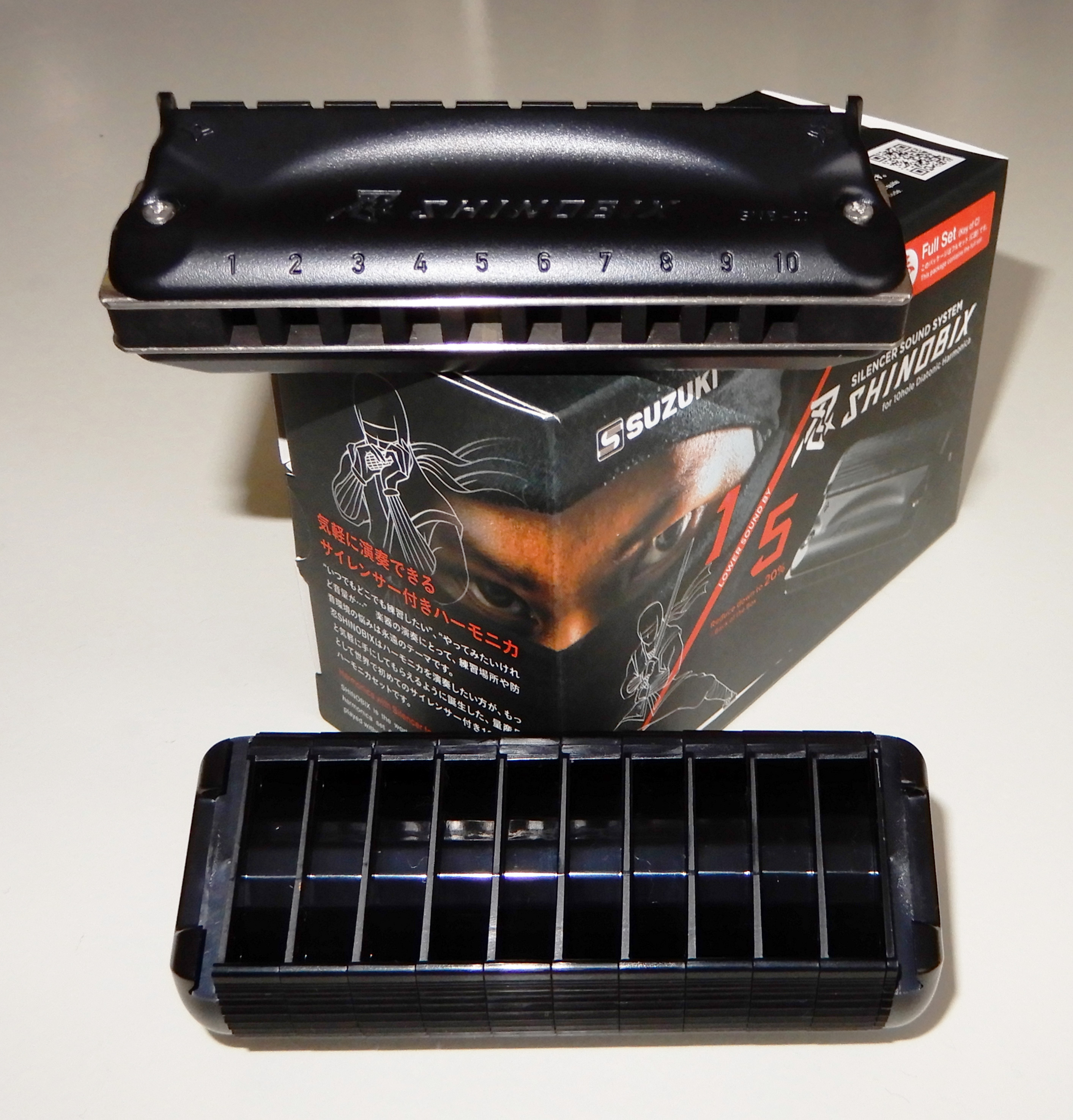
The silencer và  harmonica có thể làm giảm âm tối đa với môi trường xung quanh.

## Các dòng kèn Harmonica

### Chromatic harmonica

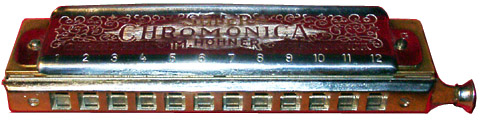
Hohner Super Chromonica 270 là loại dáng Harmonica 12 lỗ cổ điển

Chromatic Harmonica là mẫu kèn sử dụng các cần gạt thiết kế ở bên phải dùng để chuyển cao độ các note lên 1 nửa note nhạc, có quy luật chromatic note như piano, guitar... và có thể chơi được nhiều tone, giọng, dòng nhạc khác nhau.
Chromatic có nhiều tone tuy nhiên tone C vẫn là chuẩn của chromatic và hầu như mọi người chơi phổ thông đều sử dụng key C chromatic.
Chromatic có các phiên bản từ 10, 12, 14, 16 lỗ.. nhưng 12 và 16 là 2 phiên bản cực kì phổ biến.
Cấu tạo của nó mỗi 1 lỗ vừa có thể thổi và vừa có thể hút, khi bấm cần gạt có thể thổi và hút 2 note khác, như vậy ở 1 lỗ cố định ta có thể tạo ra 4 note nhạc tính cả cần gạt.
Các biến thể của kèn chromatic như chromatic tremolo (thực chất nó chính là các cây kèn tremolo thiết kế thêm các note thăng giáng, quy luật của nó như tremolo): như Tombo unica, tremolo SCT 128 Suzuki...

### Diatonic harmonicas
Hay còn cách gọi khác là kèn Harmonica Blue, Diatonic Blue, Blue Harp... là dòng kèn chuẩn của Harmonica, tức nó là phiên bản gốc của Harmonica nói chung. Thiết kế của kèn Diatonic một lỗ vừa có thể thổi và vừa có thể hút.
Kèn Diatonic thiết kế phổ thông là 10 lỗ, tuy nhiên vì thiết kế để chơi theo phong cách của Châu Âu với các dòng nhạc phổ thông như Jazz, Blue, Jam nên quãng thấp đầu tiên của nó thiếu 2 note F (Fa) và A (La), là một trở ngại không nhỏ cho những người muốn tập nó theo phong cách dòng nhạc châu Á. Tuy vậy các note này hoàn toàn có thể tạo ra bằng kĩ thuật đặc trưng của Blue Harmonica  là Bend.
Tone kèn của Diatonic thấp nhất là tone G, và cao nhất là tone F.
|      | 1 | 2 | 3 | 4 | 5 | 6 | 7 | 8 | 9 | 10 |
| ---- | - | - | - | - | - | - | - | - | - | -- |
| blow | C | E | G | C | E | G | C | E | G | C  |
| draw | D | G | B | D | F | A | B | B | F | B  | "Sơ đồ note của Diatonic 10 lỗ Blue chuẩn "

### Tremolo-tuned harmonica
Dòng kèn Tremolo có tên gọi khác là Tremolo Diatonic Harmonica, là một dòng kèn cải tiến xuất phát từ Nga và Trung Quốc từ những năm đầu thế kỉ 20 nhằm phục vụ chơi các dòng nhạc Á Đông.

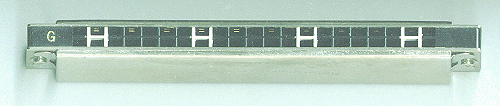
Tremolo nguyên bản chuẩn

Kèn Tremolo có nhiều loại từ 16, 20, 21, 24... lỗ nhưng các dòng kèn 24 và 21 phổ biến hơn cả. Kèn tremolo thiết kế thường đủ 3 quãng 8, các note trên và dưới cùng là 1 âm nhưng khi thổi lên cùng lúc sẽ tạo thành các âm rung tự nhiên tremolo cực kì đặc trưng.
Kèn Tremolo tone thấp nhất là tone E, tone cao nhất là D#
Đây là dòng kèn được phổ biến và ưa chuộng tại Việt Nam nói riêng.

### Orchestral harmonicas
Các dòng kèn Orchestral  là các dòng kèn dùng trong các hoạt động hòa tấu, kết hợp để đệm cho Harmonica chính hay người hát.
Các dòng kèn thường xuất hiện đầy đủ trong 1 dàn nhạc Harmonica gồm có: Chord, Bass, Altor, Soprano...

## Kĩ thuật Harmonica phổ biến
Các kĩ thuật Harmonica phổ biến:
- các kĩ thuật làm chủ hơi thở: ngắt hơi, nhả hơi, giữ hơi (kết hợp truyền hơi bằng mũi), điều tiết hơi thở (điều hòa và điều chỉnh hơi thở).
- ngân và rung: ngân hơi, ngân cuống họng (throat vibirator), rung cuống họng.
- kĩ thuật tay: wah wah.
- kĩ thuật về lưỡi: về lưỡi, reo lưỡi, đánh lưỡi đơn và kép.
- kĩ thuật về soloist: beat box với harmonica, chơi bè kết hợp với harmonica, đệm hát...
- kĩ thuật bend và luyến: trill, bend (blowbend, drawbend), over bend (overblow, overdraw),loop.
- kĩ thuật mở rộng: octave, chơi kết hợp nhiều kèn tremolo, slide.

## Lịch sử Harmonica

### Giai đoạn khởi đầu xuất xứ
Xuất hiện đầu tiên vào khoảng thế kỉ 12 ở khu vực Châu Á (Indo, China), người Trung Quốc là những người chơi loại nhạc cụ này đầu tiên và họ gọi nó  là "Sheng" với lưỡi gà làm bằng tre. Sheng trở thành một nhạc cụ quen thuộc trong nền âm nhạc truyền thống của Châu Á. Đến cuối thế kỷ 18, Sheng bắt đầu được mang sang Châu Âu và nhanh chóng phổ biến.
Như vậy, người Châu Á vào thế kỷ 17 đã chế tạo ra các loại kèn thổi làm từ các quả bầu và các ống sậy.
Người đầu tiên biến nó thành Harmonica như ngày nay là Christian Friedrich Ludwig Buschann, ở Berlin - Đức, vào năm 1821, lúc đó chỉ mới 16 tuổi. Cậu đã đăng ký bằng phát minh sáng chế cho nhạc cụ của mình mang tên Mundaoline. Loại kèn này gắn một loạt các ống sậy và chỉ thổi ra, không có hít vào.
Mãi đến năm 1826, nó mới được một nhà chế tạo nhạc cụ người Bohemian, tên là Richter, làm thành loại kèn 10 lỗ, chạy sóng đôi từng cặp - mỗi lỗ đều có thể thổi ra hoặc hít vào tạo ra 2 âm giai.
Âm giai của nó gọi là Mundharmonica, tiếng Đức nghĩa là "Khẩu cầm".
Năm 1857, một thợ làm đồng hồ người Đức, tên Mathias Hohner, chế tạo cây khẩu cầm mang tên Hohner, một thương hiệu nổi tiếng cho đến ngày nay.

### Châu Âu và Nam Mỹ
Các kèn khẩu cầm ban đầu, đều chỉ chơi được một âm giai. Phải tới thập niên 1920, kèn có nốt tăng bán cung mới ra đời. Nhờ vậy, tiếng khẩu cầm mới lọt vào dàn nhạc giao hưởng. Dĩ nhiên vào thời này, khẩu cầm đã được mọi sắc dân, chủng tộc ở Mỹ nhiệt liệt đón nhận vào làng nhạc dân gian. Tiếng kèn có tác dụng khơi dậy nỗi niềm bi ai hay giây phút huy hoàng chợt tắt, chợt hiện...được từ các em bé cho đến cụ già mến mộ, giá cả lại rẻ, ai cũng có thể mua về thổi ò í e..Trong giới nhạc sĩ, các tay gạo cội cổ điển như Larry, George Fields hay các tay nhạc Jazz lừng lẫy như Tools T. đã đi tiên phong trong việc chơi các thể loại nhạc quý tộc bằng Harmonica một cách trơn tru và khá thành công.
Vào thập niên 1920, 1930, khẩu cầm đã đến giai đoạn thăng hoa, đặc biệt là dòng nhạc Blue. hàng trăm tay chơi khẩu cầm, đã dựa vào âm điệu độc đáo của nnó mà phát huy tài năng của mình. Harmonica hồi mới du nhập vào Mỹ, đã được gọi là "French Harp" - mặc dù nó được người Đức cải tiến, và trở thành một phương tiện chuyển tải tình cảm một cách thú vị và đa dạng.
Đến thập kỷ 1960, Harmonica được sử dụng rộng rãi trong dòng nhạc Pop. Đứng đầu là hiện tượng sôi động của ca sĩ Bob Dylan, ban nhạc The Rolling Stones và The Beatles…
Trong suốt thế kỷ 20, Harmonica phát triển rất mạnh mẽ, số lượng nghệ sĩ và các ban nhạc chơi loại nhạc cụ này càng ngày càng tăng, giúp cho chúng trở nên phổ biến. Nắm bắt được xu hướng này, các hãng sản xuất Harmonica danh tiếng như Suzuki, Yamaha, Hohner, Tombo... đã nhanh chóng cho ra đời các mẫu Harmonica khác nhau cho phép người chơi dễ dàng hơn trong việc tập luyện cũng như biểu diễn.
Ở Hoa Kỳ, Harmonica được chơi với dòng nhạc Blues khá phổ biến. Trong những năm 30 và 40, người ta biết đến John Lee (Sonny Boy Williamson) như một người nổi tiếng với loại nhạc cụ này.
Sau khi chiến tranh thế giới thứ hai kết thúc, dòng nhạc Blues phát triển khá mạnh ở Chicago với những nghệ sĩ chơi Harmonica nổi tiếng như Rice Miller (Sonny Boy Williamsom II) và Little Walter. Nhiều người tin rằng Little Walter là nghệ sĩ vĩ đại nhất, ông qua đời vào năm 1968, một ngày đáng buồn trong lịch sử Harmonica.
Khi Harmonica đã được biết đến chủ yếu như một loại nhạc cụ chơi dòng nhạc Blues thì năm 1960, rất nhiều nghệ sĩ đã bắt đầu đưa Harmonica đến với dòng nhạc folk/ country mà điển hình là Bob Dylans. Hiện nay, những nghệ sĩ có tiếng như Kim Wilson hay Rod Piazza vẫn đang  tiếp tục phát triển dòng nhạc Blues truyền thống. Bên cạnh đó, những nghệ sĩ như Jason Ricci và John Popper đã phát triển những phong cách chơi Harmonica khá mới lạ và thú vị.

### Châu Á
Năm 1898, Kèn Harmonica đã được cải tiến về Tremolo, tuy nhiều tranh cãi là Nga hay Nhật mới là nơi khai sinh ra tremolo, vì cùng thời điểm cả Nhật và Nga đều cho ra các dòng kèn tremolo tương đồng nhau, nhưng hiện tại Nhật vẫn là vua của dòng kèn này, cả về chế tác, chất lượng cũng như số người chơi, cuộc thi về nó.
Cộng đồng Harmonica ở Nhật rất phát triển và là nơi sản sinh, kế thừa mọi tinh hoa của dòng kèn này, niềm tự hào của Nhật Bản cũng như châu Á nói chung.
Ở châu âu hay châu mỹ, tremolo cũng được các hãng cải tiến về quy chuẩn note của phương tây. Năm 1913, Shōgo Kawaguchi (川口章吾), được biết tới là cha đẻ của tremolo harmonica đã giới thiệu về dòng kèn tremolo và cũng đã có những phiên bản valley (tuning theo các note nhạc phương tây chuyển đổi từ dòng kèn diatonic sang) để phục vụ cho cộng đồng châu âu, và sau đó chính ông cũng đã cải tiến thêm các dòng Octave (cấu tạo hàng trên và dưới cách nhau 1 quãng 8) để sử dụng cho các cách chơi soloist, độc tấu.

#### Cải tiến dòng kèn âm thứ
Harmonica ban đầu chỉ được tạo theo quy luật note âm trưởng, nhưng năm  1931, Hiderō Satō (佐藤秀廊) là người đưa ra ý tưởng về tạo các dòng kèn âm thứ để phục vụ các cách chơi mở rộng như  âm thứ tự nhiên (Nature minor key) với kí hiệu tone + mN ví dụ AmN và âm thứ hòa thanh (minor key) với kí hiệu tone +m  ví dụ Am. Các cải tiến này làm cho phong phú cách chơi cũng như giai điệu các bài hát mà không ảnh hưởng tới quy luật cụ thể chặt chẽ như kèn chromatic.

#### Harmonica ở Hong Kong – China
Harmonica phổ biến ở Hong Kong, Đài loan, Trung Quốc từ những năm 1930.  Tổ chức harmonica lớn nhất còn tồn tại ở khu vực này là  The Chinese Y.M.C.A. Harmonica Orchestra, the China Harmonica Society (hiệp hội Harmonica Trung Quốc), và  Heart String Harmonica Society (hiệp hội Harmonica bền vững).
Tới những năm 1950, chromatic harmonica trở nên phổ biến ở Hong Kong, các nghệ sĩ Larry Adler và  John Sebastian Sr. là những khách mời thường xuyên trong các sự kiện cộng đồng ở khu vực.
Một số nghệ sĩ bản địa như  Lau Mok (劉牧) và  Fung On (馮安) là những người truyền bá về Chromatic nổi tiếng nhất thời đó và là dòng kèn chính  sử dụng trong dàn nhạc  Chinese Y.M.C.A. Harmonica Orchestra. The Chinese YMCA Harmonica Orchestra với 100 thành viên bắt đầu luyện tập khi. Để làm phong phú dàn nhạc ông chỉ đạo thêm các thành viên kết hợp  double bass, accordion, piano, timpani and xylophone để tạo thêm những tiết tấu bổ trợ cho Harmonica.
Tới 1970,  Haletone Harmonica Orchestra (曉彤口琴隊) thành lập nên  Wong Tai Sin trung tâm cộng đồng. Fung On và các thành viên kì cựu tiếp tục truyền cảm hứng và dạy  harmonica để duy trì bổ sung đội ngũ vào dàn nhạc.
Năm 1980s, số lượng thành viên dự bị và chính thức của dàn nhạc lên tới gần 1000 người. Và cho tới 1990, với phong trào quá phát triển các tổ chức của Trung Quốc, Đài Loan, Hong Kong kết nối tạo các cuộc thi quốc tế về Harmonica, bao gồm cả đăng cai nhiều sự kiện harmonica quốc tế  World Harmonica Festival ở Germany và  Asia Pacific Harmonica Festival (Liên hoan harmonica châu Á Thái Bình Dương).
Tới năm 2000, Hong Kong Harmonica Association (H.K.H.A.) (香港口琴協會) tức Hiệp hội Harmonica Hồng Kong chính thức được cả cộng đồng quốc tế công nhận.
Lịch sử Harmonica ở Đài Loan được manh mún từ những năm 1945 nhưng tới những năm 1980 mới có những bước tiến cụ thể về hoạt động và tới thời điểm này Harmonica Đài Loan dù chưa thật sự mạnh và tổ chức chặt chẽ như Hồng Kông nhưng các hoạt độing cộing đồng của họ tại từng địa phương rất được chú trọng, các dàn nhạc và câu lạc bộ được đầu tư, xây dựng nhiều hơn.

## Các nhạc cụ tương đồng Harmonica
Harmonica hay khẩu cầm, có nhiều tên gọi khác nhau. Tiếng Đức là "Mundharmonika", tiếng Pháp là "Harmonica a' bouche", tiếng Italia là "Armonica a bocca" và tiếng Tây Ban Nha là "Armonica". Trong tiếng Anh, nó là "Mouth Organ", "French Harp", "Harp" và "Harmonica" là từ được sử dụng phổ biến nhất.
Theo Brad Harris, một nhà nghiên cứu về Harmonica, cho rằng từ "Harmonica" bắt nguồn từ từ "Accordion". Năm 1829, tại Vienna, Cyrill Demian được độc quyền sản xuất loại đàn "Akkordion". Nhiều người lúc bấy giờ cũng chế tạo được loại đàn này, nhưng vì đây là tên độc quyền của Demian, nên họ phải sử dụng một tên khác. Và họ đã chọn tên "Handharmonika". Do giữa các loại nhạc cụ có mối quan hệ với nhau nên khẩu cầm bắt đầu được gọi là "Mundharmonika". Trong tiếng Anh, "Akkordion" đã trở thành "Accordion" và "Harmonika" cũng trở thành "Harmonica".

### Các cách tập Harmonica phổ biến:
- Tập theo kí âm: tab số, tab note, tab theo kí hiệu Trung Quốc
- Tập theo cảm âm, công cụ hỗ trợ

- Tập theo nền tảng âm nhạc  và nhạc lý phổ thông.

## Các trích dẫn
1. ↑  (中國口琴社)
2. ↑  The violin and viola were replaced by 12-hole and 16-hole chromonicas; cello by chord harmonica, contra bass and octave bass; double bass by octave bass; flute by pipe soprano; clarinet by pipe alto; trumpet by horn soprano; trombone by horn alto; oboe by melodica soprano; English horn by melodica alto; French horn by melodica professional.
3. ↑   Lưu trữ ngày 21 tháng 2 năm 2009 tại Wayback Machine

## Các đường dẫn tham khảo
- Layout of 12 Keys of Richter-tuned Diatonic Harmonica
- 12 Keys of Pentatonic Scales on one Richter-tuned Diatonic Harmonica in C
- How to clean a harmonica
- The Chromatic Harmonica
- Harmonica Tunings Explained

Bản mẫu:Reed aerophones
Bản mẫu:Instrument tunings